# Octávio Barbosa
Octávio Barbosa (Ituverava, 29 de abril de 1907 — Petrópolis, 31 de janeiro de 1997) foi um geólogo brasileiro e uma das autoridades nacionais em geologia.

## Biografia
Octávio nasceu na fazenda da família, em Ituverava, em 1907, onde viveu até os 13 anos de idade. Aprendeu a ler com apenas 5 anos de idade. Estudou em escolas de Ribeirão Preto e aos 17 anos, ingressou na Universidade Federal de Ouro Preto (UFOP), morando em repúblicas no centro da cidade, onde se formou em Engenharia Civil e de Minas.

## Vida pessoal
Em 19 de abril de 1933, em Belo Horizonte, casou-se com Beatriz de Lima Viana. Sua segunda esposa, Vera Rita de Castro Dias, era geógrafa formada pela Universidade de São Paulo (USP) e colaborou em muitos de seus trabalhos geomorfológicos, com quem teve um filho, cinco netos e dois bisnetos. Do seu primeiro casamento teve cinco filhos, 10 netos e 6 bisnetos.

## Carreira
Trabalhou no antigo Serviço Geológico e Mineralógico do Brasil (SGM), no início da década de 1930, e que em 1936 passou a chamar-se Departamento Nacional de Produção Mineral (DNPM). Aos 32 anos ingressou na Escola Politécnica de São Paulo, onde foi professor durante 16 anos. Com 48 anos foi trabalhar para a PROSPEC, em Petrópolis, onde desenvolveu atividades de consultoria. Em 1977 entrou para a Companhia de Pesquisa de Recursos Minerais (CPRM), atualmente Serviço Geológico do Brasil.
Publicou mais de 200 trabalhos científicos e treinou centenas de engenheiros e geólogos. Octávio Barbosa participou da primeira diretoria da Sociedade Brasileira de Geologia, atuando como vice-presidente ao lado de Luciano Jacques de Moraes. Fez muitos trabalhos de geologia de campo e prospecção de minérios, e tinha apreço pelos termos indígenas, os quais também lhe eram úteis nas descrições e interpretações fisiográficas.
Octávio Barbosa foi, no Serviço Geológico, durante seis anos, auxiliar de pesquisa de Luciano Jacques de Moraes, com quem publicou alguns trabalhos, em co-autoria. Muito jovem, foi nomeado diretor da atual Divisão de Fomento da Produção Mineral, cargo em que permaneceu até 1940. Nesses anos, estudou os fonólitos de Lages, no estado de Santa Catarina (1933), descreveu as rochas e a geologia do Distrito Federal, abrangendo o Rio de Janeiro. Estudou jazidas de níquel (1935), de ferro (particularmente em Santa Catarina) e de manganês, e dedicou algum tempo a estudos sobre água subterrânea, sobretudo em Minas Gerais (1938-1940), interessando-se também pelas formações pré-devonianas (1936). Publicou, em 1938, trabalhos sobre jazidas de água marinha, bismuto e tântalo. Escreveu sobre ouro em geral, e particularmente sobre o ouro de Caeté (1939), e traçou ideias preliminares sobre a geologia do Recôncavo Baiano, também em 1939.
Em 1938 criticou, em famosa polêmica na Academia Brasileira de Ciências, a "teoria do protognaisse" de Alberto Ribeiro Lamego. Sua versatilidade e sua curiosidade científica, empolgada pelas questões de interesse maior para o Brasil, são testemunhadas pelas suas publicações da década que vai de 1930 a 1940. Publicou em 1940 um trabalho sobre higiene das minas, em que, preconizou a geologia ambiental, apontando as condições desfavoráveis vigentes na Mina de Morro Velho, antecipando-se a conceitos atuais. Nesse mesmo ano estudou as estrias glaciais do permo-carbonífero da bacia do Paraná. Em 1940 foi convidado para ocupar a cátedra de geologia da Escola Politécnica da Universidade de São Paulo, permanecendo 16 anos como catedrático nessa universidade.
Publicou, em 1949, em co-autoria com seu assistente Fernando Flávio Marques de Almeida, trabalhos sobre as séries Tubarão e Ribeira. Estudou, de 1941 a 1943, a mina de magnesita da Serra das Éguas, localizada no município de Brumado, na Bahia. Foi consultor da Fábrica de Cimento Perus, onde orientou as lavras de calcário, argila e, também, de magnesita.
Em 1953 especializou-se na granitização. Em 1954 escreveu uma nota sobre geologia para túneis e barragens. Em 1956 deixou a Escola Politécnica de São Paulo e foi contratado como consultor pela companhia PROSPEC, em Petrópolis. Teve, então, oportunidade de comparecer a vários congressos e simpósios, nacionais e internacionais. Participou em variados projetos de cartografia geológica e de geologia econômica. O primeiro trabalho em que se engajou foi o Projeto Araguaia, levantamento fotogeológico, entre os rios Tocantins, Araguaia e Xingu.
A literatura registra trabalhos sobre o carvão da bacia do rio Tocantins e descrições sobre ocorrências vulcânicas do Brasil, Peru e México, em 1957. Nesse mesmo ano publicou um ensaio sobre as chaminés alcalinas e os carbonatitos. Seu interesse por este assunto vem desde 1934 e 1936, quando teceu observações sobre a chaminé de Poços de Caldas, e também em 1948. Publicou vários trabalhos sobre geomorfologia, que foi, no campo, um dos seus primeiros olhares.
O curioso da versatilidade de Octávio Barbosa é que, de 1952 a 1958, publicou alguns trabalhos sobre paleobotânica, definindo a idade de floras gondwânicas e tecendo observações, em 1957, sobre a Paratoxopitys americana, uma madeira fóssil da Formação Irati. Teve oportunidade de dedicar algum tempo à sua grande paixão, os diamantes. Desde 1938, quando estudou o diamante Minas Gerais, de Coromandel, manteve latente esse seu interesse acadêmico, estudando, ainda na PROSPEC, os diamantes do oeste de Minas Gerais. Em 1977, após 21 anos de permanência na PROSPEC, passou a integrar o quadro de especialistas da CPRM, onde permaneceu prestando consultoria.
Fez levantamentos geológicos e cadastramento mineral no painel a ocidente do rio São Francisco e a leste do rio Tocantins. Realizou levantamentos em Goiás, Minas Gerais e no atual Distrito Federal. Estudou os minérios de estanho do rio Palma e os de níquel de Barro Alto, onde cubou 120 milhões de toneladas de minério intempérico. Estudou jazidas de ouro na bacia do rio Ribeira, no meridião paulista. Pesquisou o cobre do Nordeste brasileiro. Nos últimos anos engajou-se em pesquisas de platina nos estados de Pernambuco, Bahia, São Paulo, Paraná e em Goiás.
Octávio Barbosa recebeu inúmeros galardões, prêmios e homenagens. Em 1974 recebeu a Medalha de Mérito Mineral. A Sociedade Brasileira de Geologia, em 1968, outorgou-lhe a mais alta honraria dos geólogos do Brasil, a Medalha de Ouro José Bonifácio. Afirmou, várias vezes, que o profissional para sentir-se feliz deve seguir os seus desejos e satisfazer-se com suas aspirações e seus trabalhos. Sentindo-se à vontade nas improvisações obrigatórias dos trabalhos de campo e tendo utilizado todos os meios de transporte que se pode imaginar, como jipe, avião, teco-teco, helicóptero, lombo de burro, caminhão, canoa e quantos tipos de locomoção possam existir. Octávio Barbosa sempre aconselhava aos mais novos: "Tenham amor à vida de campo e gostem de viajar, por qualquer meio possível de locomoção". Seu amor pela geologia fê-lo declarar, muitas vezes, que viveria de martelo na mão até o último dia de sua vida.
| “ | Muitas coisas ainda está por fazer, na geologia e na mineração do Brasil. Embora o atual mercado de trabalho e a demanda por serviços de geologia ainda sejam muito escassos, eu creio (diz Octávio Barbosa) que esse quadro vai mudar, porque nos grandes países, como a África do Sul, o Canadá, os Estados Unidos, a Rússia e outros, em que a geologia foi muito desenvolvida, ainda se descobrem coisas novas. Apesar do muito que se conhece, há um mundo a descobrir. A Amazônia, por exemplo, que é uma incógnita, é um verdadeiro Canadá. Por isso, acredito que haja, nessa perspectiva, um incentivo para que os atuais, mesmo os novos geólogos, venham aqui labutar nas suas especialidades. - Octávio Barbosa. | ” |

## Morte
Octávio Barbosa morreu em Petrópolis, em 31 de janeiro de 1997, aos 89 anos. Seu legado de conhecimento geológico registrado em centenas de documentos publicados como, relatórios, livros e artigos de periódicos que se encontram incorporados no acervo da Biblioteca do Serviço Geológico do Brasil, no Rio de Janeiro.
A biblioteca recebeu o nome de Biblioteca Octávio Barbosa, cujas obras se encontram disponíveis para acesso livre. Incorpora um acervo especializado em geociências, arrolando teses, livros, periódicos nacionais e estrangeiros, além de relatórios técnicos, mapas, fotografias aéreas e diversos documentos fotocartográficos que se encontram disponíveis para a comunidade. Na CPRM, também se encontram algumas preciosas cadernetas de campo redigidas por Octávio Barbosa durante as décadas de 1930 e 1950, registrando as suas intuições, aventuras, conhecimento e a importante passagem pela geologia do Brasil.